# استفانو زانینی
استفانو زانینی (ایتالیایی: Stefano Zanini؛ زادهٔ ۲۳ ژانویهٔ ۱۹۶۹) دوچرخه‌سوار اهل ایتالیا است. وی در مسابقات تور دو فرانس و جیرو دیتالیا شرکت کرده است.